# Radio Top Two
Radio Top Two (auch Radio TOP TWO geschrieben) ist ein im Jahr 2000 gestarteter Schweizer privater Hörfunksender aus der Region Winterthur. Er ist das zweite Programm des Radiosenders Radio Top und sendet mehrheitlich Musik der 1960er bis 1990er Jahre.

## Empfang
Die Satelliten-Verbreitung (Hot Bird 3 für Europa) wurde im November 2009 eingestellt.